# Burg Richtenberg
Die Burg Richtenberg ist eine abgegangene Höhenburg auf einer Höhe über Gerlingen im Landkreis Ludwigsburg in Baden-Württemberg.
Die Burg wurde vor 1226 von den Herren von Gerlingen, einem Rittergeschlecht, dessen Angehörige Ministeriale der Grafen von Calw waren, erbaut.
Die Burg, die Anfang des 14. Jahrhunderts im Besitz der Grafen von Asperg war, und das Dorf fielen 1308 mit dem Glemsgau an Württemberg. Die Burg wurde im Reichskrieg (1311–1312) gegen Graf Eberhard von Württemberg zerstört. Ihre Überreste waren bis ins 19. Jahrhundert noch sichtbar, wie sich einer Flurkarte aus dem Jahr 1827 entnehmen lässt.